# St. Johnstone FC
St. Johnstone FC este un club de fotbal scoțian din Perth, Scoția, înființat în anul 1884 care evoluează în Scottish Championship[*]. În anul 1924 au jucat primul meci din prima divizie, iar în 1971 a jucat primul meci dintr-o cupă europeană.
Numele clubului este derivat de la St John's Toun (sau Saint Johnstoun) - un nume vechi al orașului Perth - iar echipa este poreclită „Sfinții”.
Echipa a câștigat de două ori Cupa Scoției, în sezoanele 2013–14 și 2020–21 și o dată Cupa Ligii Scoției, în 2021. S-au calificat în competiții europene în șapte sezoane, inclusiv patru consecutive, între 2013 și 2016.